# Hội nghị thượng đỉnh hòa bình Ukraina tháng 6 năm 2024
Một hội nghị thượng đỉnh hòa bình quốc tế liên quan đến chiến tranh Nga-Ukraina, chính thức được gọi là Hội nghị thượng đỉnh về hòa bình ở Ukraina, đã được tổ chức tại khu nghỉ dưỡng Bürgenstock ở Thụy Sĩ ngày 15–16 tháng 6 năm 2024. Hội nghị diễn ra sau loạt bốn cuộc họp quốc tế trước đó, và được tổng thống Thụy Sĩ Viola Amherd chủ trì.
Đại diện của 92 quốc gia và 8 tổ chức quốc tế tham dự hội nghị thượng đỉnh, trong khi Nga không tham gia. Hội nghị đã ra tuyên bố chung đã được phần lớn các đại diện các quốc gia ủng hộ trong lúc một số đại diện quốc gia không đồng ý ký.

## Bối cảnh

### Đề xuất 10 điểm của Ukraina
Vào tháng 11 năm 2022, tổng thống Ukraina Volodymyr Zelenskyy công bố kế hoạch hòa bình 10 điểm, về các vấn đề an toàn hạt nhân; an ninh lương thực đối với các nước châu Á và châu Phi; Cơ sở hạ tầng năng lượng của Ukraina; việc thả tù nhân và sự hồi hương của trẻ em Ukraina bị bắt cóc sang Nga; khôi phục lại biên giới Nga-Ukraina năm 1991; rút lực lượng Nga khỏi Ukraina; truy tố tội ác chiến tranh trong cuộc xâm lược Ukraina của Nga; xử lý thiệt hại sinh thái; đảm bảo chống lại xâm lược của Nga trong tương lai; và một hội nghị hòa bình và hiệp ước quốc tế. Vào tháng 12 năm 2022, Zelenskyy kêu gọi các quốc gia G7 ủng hộ kế hoạch này.

### Đề xuất của Nga vào ngày trước hội nghị thượng đỉnh
Vào ngày 14 tháng 6, một ngày trước khi hội nghị thượng đỉnh được tổ chức, Tổng thống Nga Vladimir Putin đã đưa ra đề xuất trong đó Ukraina phải "bắt đầu rút quân thực sự khỏi lãnh thổ Donetsk, Luhansk, Kherson và Zaporizhzhia trong ranh giới hành chính." Những biên giới này phải "như hiện trạng vào thời điểm các tỉnh này gia nhập Ukraina."{{#tag:ref| Ngoài ra, Ukraina đã phải "chính thức tuyên bố từ bỏ kế hoạch tham gia NATO." Sau khi những điều kiện này được đáp ứng "từ phía chúng tôi, ngay lập tức, theo đúng nghĩa đen vào thời điểm đó, sẽ ban hành lệnh ngừng bắn và bắt đầu đàm phán. Tôi nhắc lại, chúng tôi sẽ làm điều này ngay lập tức."." Putin tuyên bố rằng bản chất của đề xuất này "không phải là một thỏa thuận ngừng bắn tạm thời. Nó không phải là đóng băng xung đột mà là giải pháp cuối cùng cho nó." Putin liệt kê tình trạng trung lập và phi hạt nhân của Ukraina]] và dỡ bỏ các lệnh trừng phạt chống lại Nga là điều kiện bổ sung cho giải pháp hòa bình. Putin tuyên bố rằng kế hoạch này là "một đề xuất hòa bình cụ thể thực sự khác", và nếu bị Ukraina và các đồng minh của họ từ chối "thì đây là vấn đề của họ, vấn đề chính trị của họ." và trách nhiệm đạo đức vì tiếp tục đổ máu".
Zelenskyy trả lời cùng ngày, nói rằng, "Những thông điệp này là những thông điệp tối hậu thư. Điều tương tự Hitler đã làm, khi ông ta nói 'đưa cho tôi một phần Tiệp Khắc và nó sẽ kết thúc ở đây'." Thủ tướng Hà Lan Mark Rutte giải thích yêu sách của Putin là một dấu hiệu hoảng loạn.

## Các quốc gia và các tổ chức quốc tế tham dự
Tính đến  ngày 24 tháng 5 năm 2024, đại diện từ 160 nhà nước và các tổ chức quốc tế đã được mời tham dự hội nghị. Khả năng tham gia của Trung Quốc được coi là một vấn đề then chốt. Người phát ngôn của FDFA Thụy Sĩ tuyên bố rằng "hãy lắng nghe Nam Bán Cầu, nơi đóng một vai trò quan trọng trong việc đưa Nga vào quá trình này" là rất quan trọng.. FDFA tuyên bố rằng 90 quốc gia và tổ chức đã đăng ký tham gia hội nghị thượng đỉnh tính đến  ngày 10 tháng 6 năm 2024.
Đại diện các quốc gia tham dự hội nghị bao gồm các nguyên thủ quốc gia và chính phủ hoặc các đại diện khác từ Châu Âu (Bỉ, Denmark, Phần Lan, France, Gruzia, Đức, Italy, Kosovo, Latvia, Liechenstein, Hà Lan, Ba Lan, Bồ Đào Nha, Tây Ban Nha), Africa (Cape Verde, Malawi), châu Á (Ấn Độ, Nhật Bản, Philippines, Singapore, South Korea), Nam Mỹ (Argentina, Chile) và Bắc Mỹ (Canada, Guatemala, Hoa Kỳ); và những người đứng đầu Hội đồng Châu Âu, Hội đồng châu Âu, và Ủy ban châu Âu.
Trung Quốc không tham gia. Vào ngày 3 tháng 6, kế hoạch tham gia của phó tổng thống Hoa Kỳ Kamala Harris và Cố vấn An ninh Quốc gia Hoa Kỳ Jake Sullivan đã được xác nhận.. Biden dự kiến sẽ vắng mặt do sự kiện trong chiến dịch tái tranh cử của ông ấy.
Danh sách đầy đủ 100 người tham gia, trong đó có 57 nguyên thủ quốc gia hoặc chính phủ, được công bố vào ngày 14 tháng 6 năm 2024.